# Hotel Cristal (Železný Brod)
Hotel Cristal je pozdně funkcionalistická budova v Železném Brodě. Od roku 2012 je zapsán v seznamu kulturních památek.

## Historie
Na místě současné budovy stála budova Okresní hospodářské záložny. V letech 1942 až 1943 byla postavena Františkem Stalmachem a Janem Hanušem Svobodou. Během druhé světové války byla využívána Wehrmachtem a za rehabilitací se sem sjížděli němečtí důstojníci. Ve sklepních prostorech byl velký trezor, ve kterém byly skladovány mimo jiné i nakradené cennosti.
Po válce objekt provozoval státní podnik Restaurace a jídelny, po nich pak podnik Železnobrodské sklo. Byl společenským centrem města. Po roce 1989 zde byl krátce stále hotel, diskotéka i restaurace. Poté byl hotel privatizován a střídali se zde majitelé arabského a vietnamského původu. V únoru 2011 pak hotel postihla havárie potrubí a voda zatopila sklepní prostory, ve kterých byl umístěn klub.
V roce 2014 město uvažovalo o odkoupení hotelu a využití pro veřejné služby.

## Popis
Hotel Cristal je nárožní stavbou vytvářející dominantu jižní strany Náměstí 3. května. Čtyřpatrový objekt s monolitickým železobetonovým skeletem má rovnou střechu a nepravidelný půdorys. Parter je opatřen ušlechtilým obkladem z leštěné červené žuly a rytmizován výkladci. Krátce po dostavbě byl na úrovni čtvrtého patra velký nápis CRISTAL PALACE HOTEL.
Zapuštěné přízemí je opatřeno obkladem z leštěné červené žuly a výkladci. V přízemí byl prostor pro samoobslužnou restauraci (dnes obchody), v prvním patře se nacházely salonky, bar či taneční parket. Tomuto patru dominoval celoprosklený pás. Ve zbylých patrech se nacházely pokoje hotelu. Výraznou dekorací interiéru jsou pak skleněné lustry a travertinové krby odkazující na sklářskou tradici Železného Brodu.

## V kultuře
Na Hotel Cristal vzpomíná Václav Lacina ve své básni Hotel Cristal-palace. Ta je součástí sbírky Hřbitovní býlí.